# Chářovice
Obec Chářovice se nachází v okrese Benešov, kraj Středočeský, asi 10 km severozápadně od Benešova. Žije zde 221 obyvatel.

## Historie
První písemná zmínka o obci pochází z roku 1394.
Za druhé světové války se ves stala součástí vojenského cvičiště Zbraní SS Benešov a její obyvatelé se museli 1. dubna 1943 vystěhovat.

### Územněsprávní začlenění
Dějiny územněsprávního začleňování zahrnují období od roku 1850 do současnosti. V chronologickém přehledu je uvedena územně administrativní příslušnost obce v roce, kdy ke změně došlo:
- 1850 země česká, kraj České Budějovice, politický okres Benešov, soudní okres Neveklov[5]
- 1855 země česká, kraj Tábor, soudní okres Neveklov
- 1868 země česká, politický okres Benešov, soudní okres Neveklov
- 1939 země česká, Oberlandrat Tábor, politický okres Benešov, soudní okres Neveklov[6]
- 1942 země česká, Oberlandrat Praha, politický okres Benešov, soudní okres Neveklov[7]
- 1945 země česká, správní okres Benešov, soudní okres Neveklov[8]
- 1949 Pražský kraj, okres Benešov[9]
- 1960 Středočeský kraj, okres Benešov
- 2003 Středočeský kraj, okres Benešov, obec s rozšířenou působností Benešov

### Rok 1932
Ve vsi Chářovice (přísl. Dunávičky, 200 obyvatel) byly v roce 1932 evidovány tyto živnosti a obchody: 4 hostince, kovář, lom, mlýn, obuvník, obchod se smíšeným zbožím, 2 rolníci, 2 trafiky, zednický mistr.

## Doprava
Dopravní síť
- Pozemní komunikace – Do obce vede silnice III. třídy.

- Železnice – Železniční trať ani stanice na území obce nejsou. Nejbližší železniční stanicí je Týnec nad Sázavou ve vzdálenosti 3 km ležící na trati 210 vedoucí z Prahy, Vraného nad Vltavou a Jílového u Prahy do Čerčan.

Veřejná doprava 2012
- Autobusová doprava – Do obce vedly autobusové linky Benešov-Týnec nad Sázavou-Jílové u Prahy (v pracovních dnech 1 spoj z Benešova do Týnce nad Sázavou), Benešov-Neveklov (v pracovních dnech 1 spoj) a Křečovice-Týnec nad Sázavou (v pracovních dnech 1 spoj) (dopravce ČSAD Benešov, a. s.). O víkendu byla obec bez dopravní obsluhy.

## Turistika
Obcí vede turistická trasa  Týnec nad Sázavou – Chářovice – Chrášťany – Neštětice.

## Organizace sídlící v obci
SDH Chářovice –  Nynější členskou základnu SDH Chářovice tvoří 55 členů. V současné době se hasičský sbor zabývá pořádáním kulturních, společenských a sportovních akcí, které probíhají pod záštitou obce Chářovice.
Sbor byl založen v březnu 1928. Více zde: http://sdhcharovice.webnode.cz/o-nas/